# Oophaga sylvatica
Oophaga sylvatica; zwycz. Diablito lub Rana Diablito (hiszp. Diabełek, Diabelska żabka) – gatunek płaza bezogonowego z rodziny drzewołazowatych (Dendrobatidae). Występuje w Kolumbii i Ekwadorze. Skóra Oophaga sylvatica, podobnie jak u innych gatunków tej rodziny, zawiera wiele trujących alkaloidów.

## Biogeografia, habitat i ekologia
Gatunek występuje powszechnie w południowo-zachodniej Kolumbii, ale zaniknął na większości obszaru Ekwadoru, gdzie jego zasięg ograniczony jest do północno-zachodniej części tego kraju. Na terenach obu krajów występuje na nizinach oraz w lasach deszczowych na pogórzach do wysokości 1000 m n.p.m. Może występować nawet na umiarkowanie zdegradowanych ekologicznie obszarach, w bardziej ich wilgotnych częściach. Oophaga sylvatica jest żabą naziemną, składającą skrzek także na ziemi, a larwy po wykluciu są transportowane przez samice do małych zbiorników wodnych tworzonych w zakamarkach liści roślin z rodziny bromeliowatych.

## Zagrożenie wyginięciem
Mimo że obecnie gatunek ten występuje dość powszechnie, przez Międzynarodową Unię Ochrony Przyrody (IUCN) klasyfikowany jest jako gatunek bliski zagrożenia (NT), ponieważ niemal zaniknął w Ekwadorze. Głównymi zagrożeniami dla tej żaby jest wycinka lasów pod rozwój rolnictwa, nielegalne rolnictwo (w tym opryski nielegalnych plantacji), pozysk drewna, aktywność górnicza oraz osadnictwo. Gatunek występuje na kilku obszarach chronionych w Kolumbii. W Ekwadorze zasięg jego występowania pokrywa się w dużej części z rezerwatami ekologicznymi Cotacachi-Cayapas i Mache-Chindul. Kolumbijska ustawa z lipca 1985 roku zabrania pozyskiwania do celów hodowlanych (i innych) gatunków z rodzaju Dendrobates (do którego należał Oophaga sylvatica) z obszarów dzikich. Gatunek jest czasami przedmiotem handlu zwierzętami.

## Taksonomia
Takson ten został opisany w 1956 roku przez Johna W. Funkhousera jako Dendrobates histrionicus sylvaticus, czyli podgatunek drzewołaza wytwornego (obecnie noszącego nazwę Oophaga histrionica). Później bywał synonimizowany z D. histrionicus, ale w 1999 roku Lötters i inni uznali jego odrębność i podnieśli do rangi gatunku (jako Dendrobates sylvaticus). Autorzy ci prowizorycznie uznali za młodszy synonim tegoż gatunku podgatunek Dendrobates histrionicus confluens, także opisany w 1956 roku przez Funkhousera, ale obecnie jest on synonimizowany z Oophaga histrionica. W 2006 roku po analizie filogenetycznej sekwencji DNA różnych żab z rodziny drzewołazowatych, wiele gatunków rodzaju Dendrobates, w tym Oophaga sylvatica, przeniesiono do innych rodzajów. Sugeruje się także, że obecnie opisywany gatunek to zbiór opisów kilku gatunków, w tym prawdziwego Oophaga sylvatica występującego w Ekwadorze.